# تعداد الولايات المتحدة 1930
تعداد الولايات المتحدة 1930 م  كان التعداد الخامس عشر للسكان يجرى في الولايات المتحدة. تم إجراء التعداد في 1 أبريل 1930 م. تم تقدير العدد الكلي للسكان بحوالي 122,775,046 بزيادة 13.7% عن التعداد السابق في عام 1920 م.

## وصلات خارجية
- بيانات تاريخية لتعداد سكان الولايات المتحدة